# IC2
 Denne artikel omhandler privatbanernes togsæt. For togsættet af samme navn til DSB, se IC2 (DSB).
IC2 (tidlig betegnelse RL2D) er et tovogns togsæt leveret i 13 eksemplarer til danske privatbaner i 1997 af Adtranz i Randers (i dag en del af Bombardier). Toget er afledt af IC3 og har samme fleksible og let genkendelige frontkoblingssystem som DSBs øvrige flexlinere. I modsætning til IC3 er IC2 udrustet med lavgulvsvogn, et ekstra dørparti og vandkølede motorer i stedet for luftkølede. Brændstofforbruget er 0,8 liter pr. km, og spildvarmen fra motorernes kølevand udnyttes til at opvarme toget.
IC2 var den første store udskiftning af privatbanernes Y-tog, og prisen pr. togsæt var 18 mio. kr. i 1996. Det første togsæt leveredes til Gribskovbanen i april 1997. I dag er IC2 eneste togtype på Lollandsbanen og den næstmest benyttede ud af tre togtyper hos Lokaltog. Selv om IC2 og IC3 mekanisk kan koble togene sammen, kan IC2 ikke samkøre med de øvrige flexlinere.

## Baggrund
IC2 er en videreudvikling af IC3. Det blev designet til brug på privatbanerne og på visse lokale strækninger, hvilket antydes af betegnelsen "RL2D" som menes at betyde "Regional Lokal 2 Diesel"[kilde mangler], med 2 værende antal vogne. Bl.a. håbede producenten, at DSB ville købe IC2 til Svendborgbanen. De første udkast til IC2-toget var nærmest et IC3-togsæt uden mellemvogn og uden motorudrustning i den ene vogn. Den løsning var man dog ikke tilfreds med hos privatbanerne, som ønskede en række ændringer. Disse ændringer resulterede i det nuværende udseende.
På trods af ligheden med IC3/IR4 kan IC2 ikke samkøre med disse togtyper. Det skyldes, at det interfacemodul, der skal få computersystemerne til at snakke sammen ikke er installeret. Man vurderede, at det alligevel ikke ville blive brugt og derfor ikke var pengene værd. Modulet eksisterer dog og kan eftermonteres.

## Indretning
Motorvognen, litra MF, er indrettet med førerrum, dernæst et flexafsnit med 8 klapsæder(lige over forreste bogie) og umiddelbart herefter et indgangsparti i 90 cm's bredde. Herefter er der indrettet et toilet, som er en anelse mindre end det i IC3-toget, og til sidst et passagerafsnit. Styrevognen, litra FS, er indrettet med et afsnit med 6 siddepladser over fællesbogien som deles med motorvognen. Umiddelbart efter bogien er gulvet sænket til normal perronhøjde (ca. 60 cm. over skinneoverkant) og indrettet med et dørparti, dernæst et passagerafsnit, flexafsnit med 4 klapsæder og pladser til cykler, barnevogne eller stående passagerer, samt et dørparti. Her findes togets tredje og sidste bogie, og gulvet vender tilbage til normal højde med et passagerafsnit med 6 siddepladser og til slut et førerrum. Bemærk i øvrigt at der ligesom på Øresundstogene er vindue i siden til førerrummet men ingen dør, som det er tilfældet på IC3 og IR4. I stedet benyttes nærmeste dørparti.

## Operatører
IC2 leveredes i 13 eksemplarer. Det første togsæt - MF 1041 navngivet "Mor Grib" - ankom til Gribskovbanen den 20. maj 1997 og indsattes i drift den 26. juni. Togsættet havde kørt præsentationskørsler i Sverige og blev bl.a. vist frem på den store jernbanekonference Nordic Rail den 30. september 1997 i Jönköping. Frederiksværkbanens første IC2-togsæt var MF 1044. De 13 tog fordeltes oprindelig mellem de fem selskaber Lollandsbanen, Odsherredsbanen/Tølløsebanen (fra 2003 Vestsjællands Lokalbaner) og Gribskovbanen/Frederiksværkbanen (fra 2001 indgået i Hovedstadens Lokalbaner). Sidstnævntes seks togsæt overgik i 2007 til Lollandsbanen, der i 2009 fusionerede med Vestsjællands Lokalbaner og Østbanen til Regionstog A/S. Regionstog A/S indgik 1. juli 2015 i Lokaltog, der således nu råder over alle IC2.
| Oprindeligt selskab                                     | Motorvogne   | Styrevogne   | Leveret i | Bemærkninger |
| ------------------------------------------------------- | ------------ | ------------ | --------- | --- |
| Lollandsbanen (LJ)                                      | MF 1001-1004 | FS 1101-1104 | 1997      | LJ fusioneret til Regionstog A/S i 2009. Fusioneret til Lokaltog i 2015. |
| Odsherreds Jernbane (OHJ) / Høng-Tølløse Jernbane (HTJ) | MF 1021-1023 | FS 1121-1123 | 1997      | OHJ og HTJ fusioneret til Vestsjællands Lokalbaner i 2003. Fusioneret til Regionstog A/S i 2009. Fusioneret til Lokaltog i 2015.                                                                     |
| Gribskovbanen (GDS) / Frederiksværkbanen (HFHJ)         | MF 1041-1046 | FS 1141-1146 | 1997      | GDS, HFHJ m.fl. fusioneret til Hovedstadens Lokalbaner (HL) i 2001. Alle sæt solgt til Lollandsbanen i 2007, som i 2009 blev fusioneret og en del af Regionstog A/S. Fusioneret til Lokaltog i 2015. |

IC2 "InterCity 2":
Det andet af IC3'erens afkom beskrives ofte som en "rabatudgave af IC3'eren", hvilket ikke er helt fair. Den blev designet i 1992–1993, hvor nogle private jernbaneoperatører i Danmark ledte efter nye tog. Det blev oprindeligt foreslået at være en IC3 med midtervognen (FF) fjernet, og uden motorer i en af de resterende vogne. Dette design tilfredsstillede ikke helt repræsentanter for privatbanerne, så i stedet blev det efter lidt debat omdesignet til dets nuværende udseende.
IC2 er en videreudvikling af IC3. Den blev designet til brug på de private linjer og på visse lokale linjer, som antydet af betegnelsen "RL2D", som menes at betyde "Regional Local 2 Diesel", hvor 2 er antallet af vogne.
IC2 består af 2 vogne, MF og FS. MF er en kombineret motor- og passagervogn, og har sit sæt døre placeret mod førerhuset på vognen, faktisk så tæt på bogierne som muligt. MF'en rummer motorerne, som er monteret under gulvet i midten af vognen. Den har to motorer, der i alt yder 627 kW (840 hk), og driver toget på samme måde som MFA/MFB-vognene driver IC3.
FS er en kombineret førerhus- og passagervogn, og har et ganske unikt udseende set udefra. Dette skyldes funktionen "indgang med lavt gulv", som er inkluderet i designet, hvor en del af gulvet og dørene mellem de to bogier er "sænket" til en højde på Skabelon:Konverter fra toppen af skinnerne. Dette giver meget let adgang til toget, især når der skal sættes cykler, kørestole og lignende på toget. Denne nemme adgang skyldes, at Skabelon:Konverter fra toppen af skinnerne, også er den generelle højde inden for et par centimeter (1–2 in eller 2,5–5,1 cm) af perroner på det danske jernbanenet.
Der er nogle tekniske forskelle mellem IC2 og IC3. Det mest oplagte er selvfølgelig det mindre antal vogne og andre motorer (IC3 har fire motorer, der hver leverer ca. 298 kW eller 400 hp; IC2 har to motorer, hver leverer ca. 313 kW eller 420 hp). Andre forskelle inkluderer måden motorerne er afkølet på (IC3-motorerne er luftkølede, men på grund af flere tekniske problemer med dette system, blev det besluttet at bruge vandkølede motorer), elektrisk drevet AC-system (en anden ting besluttet efter erfaring med IC3, hvilket AC-system blev drevet direkte fra motorerne).
Selvom IC2 deler sin fysiske profil og fysiske koblingssystem med IC3 og IR4, er de ude af stand til faktisk at køre som følgesvend med disse to "slægtninge". Det skyldes, at designerne af computersystemet, som overfører lokomotivførerens kommandoer til motorer og gearkasser, ikke har været i stand til at komme med et fælles system for alle tre togmodeller. I stedet kræves et særligt interface-modul for at de forskellige typer kan arbejde sammen. Dette skal indbygges i hvert togsæt (undtagen fra IC3, hvorfra det originale kommandosignal kommer). Men på grund af økonomiske problemer, og det faktum, at det sandsynligvis ikke ville blive brugt, var dette modul ikke inkluderet i togene (selvom det sagtens kan tilføjes, hvis nødvendigt).
Der blev bygget i alt tretten IC2-sæt, som alle er i drift og drevet af Lokaltog siden 2015.

## Navne
Af de 13 leverede IC2 blev de fire udstyret med navne. Odsherredsbanen/Tølløsebanens tre togsæt blev således opkaldt efter stjernebillederne Løven, Hercules og Orion, mens det første sæt til Gribskovbanen/Frederiksværkbanen fik navnet Mor Grib, en hentydning til Gribskov.